# František Belani
František Belani (1. listopadu 1815 Nová Bystřice – 22. listopadu 1882 Plzeň) byl český hutní a strojní inženýr italského původu, císařský rada, podnikatel a inovátor v oborech hutnictví a metalurgie. Roku 1866 založil v Plzni spolu s mladším bratrem Josefem železářskou a strojní továrnu se slévárnou, tato lokalita se dodnes nazývá podle majitelů někdejšího závodu, Belánka.

## Život

### Mládí
Otec Jan Belani přišel do Čech z Itálie jako voják rakouské armády za napoleonských válek. Jeho matka Anna pocházela z Florencie. Jan se oženil s Marií Markovou z Chlumce. František se jim narodil roku 1815 na zámečku Terezín poblíž Nové Bystřice u Jindřichova Hradce. Jan Belani pracoval jako hutní mistr u vícero majitelů hutí, zpravidla šlechtického původu. Začátkem 30. let 19. století se s rodinou za prací odstěhoval na panství Colloredo-Mansfeldů, kde působil ve Staré Huti u Dobříše. Zde František a jeho mladší bratr Josef získávali od otce první praktické zkušenosti při výrobě oceli.

### Valdštejnské hutě

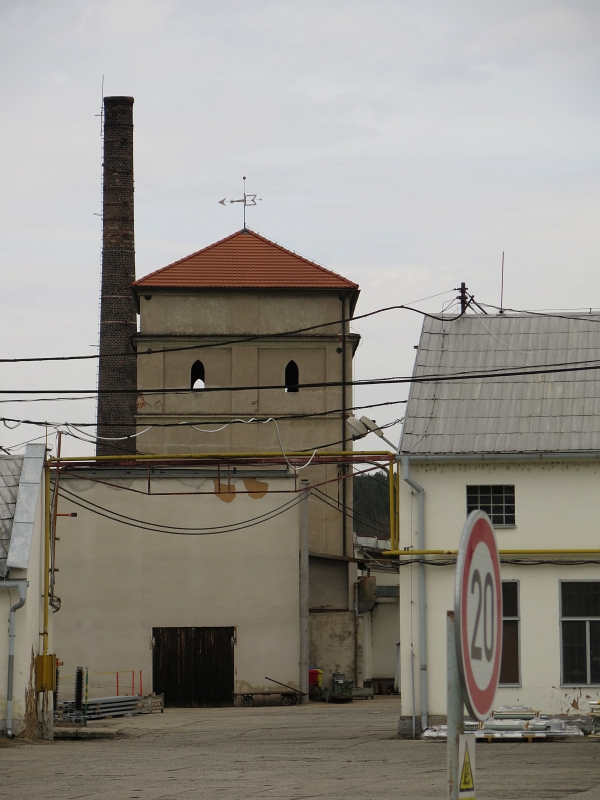
Výtahová věž Valdštejnských sléváren, Sedlec u Starého Plzence

Následně se rodina přesunula na panství Valdštejnů na jižní Plzeňsko. František Belani začal od konce 30. let pracovat jako hutní písař a hutní mistr v hutích hraběte Christiana Valdštejna v Sedlci u Starého Plzence. Roku 1841 je podle jeho návrhu postavena jeho první vysoká pec na Kladně. Vytvořil vlastní konstrukci válcových dmychadel pro snížení spotřeby uhlí při výrobě železa. V Sedlci přestavěl, rozšířil a zmodernizoval hutě, vystavěl zde také přidružený závod na strojírenskou výrobu. 21. října 1851 jej hrabě Valdštejn jmenoval ředitelem sedleckých železáren.
Kvůli neshodám nad další modernizací a rozšíření výroby odchází ještě koncem roku 1851 František Belani pracovat do železáren bratří Kleinů ve Štěpánově u Olomouce, aby zde postavil první provoz válcoven. V polovině 50. let staví dvě vysoké pece na Kladně. Do Sedlce se vrací roku 1856 a řídí zde výstavbu nové Valdštejnovo strojírny. Po smrti konzervativního hraběte Christiana (24. prosince 1858) a nástupu jeho bratra Arnošta je František Belani pověřen zřízením a vedením pobočky Valdštejnských strojíren v Plzni. A to poblíž silnice do Domažlic a Bavorska. Belani se tak odstěhoval do Plzně. Jeho bratr Josef byl pověřen vybavením továrny stroji.

### Plzeň
V Plzni se František Belani zapojil do společenského a politického života. Stal se spolumajitelem první plzeňské plynárny zajišťující městské osvětlení plynem, aktivně usiloval o železniční propojení Prahy, Plzně a Bavorska, posléze se stal obecním zastupitelem. Trať mezi Prahou a Bavorskem byla zprovozněna společností České západní dráhy (BWB) v letech 1861–1862. Dále byl přísedícím báňského soudu a členem rady pro správu městských dolů. V témže roce se z přepracování zhoršil Belaniho zdravotní stav, ve funkci ředitele plzeňského závodu jej proto vystřídal bratr Josef Belani.

### Strojírna bratří Belaniů

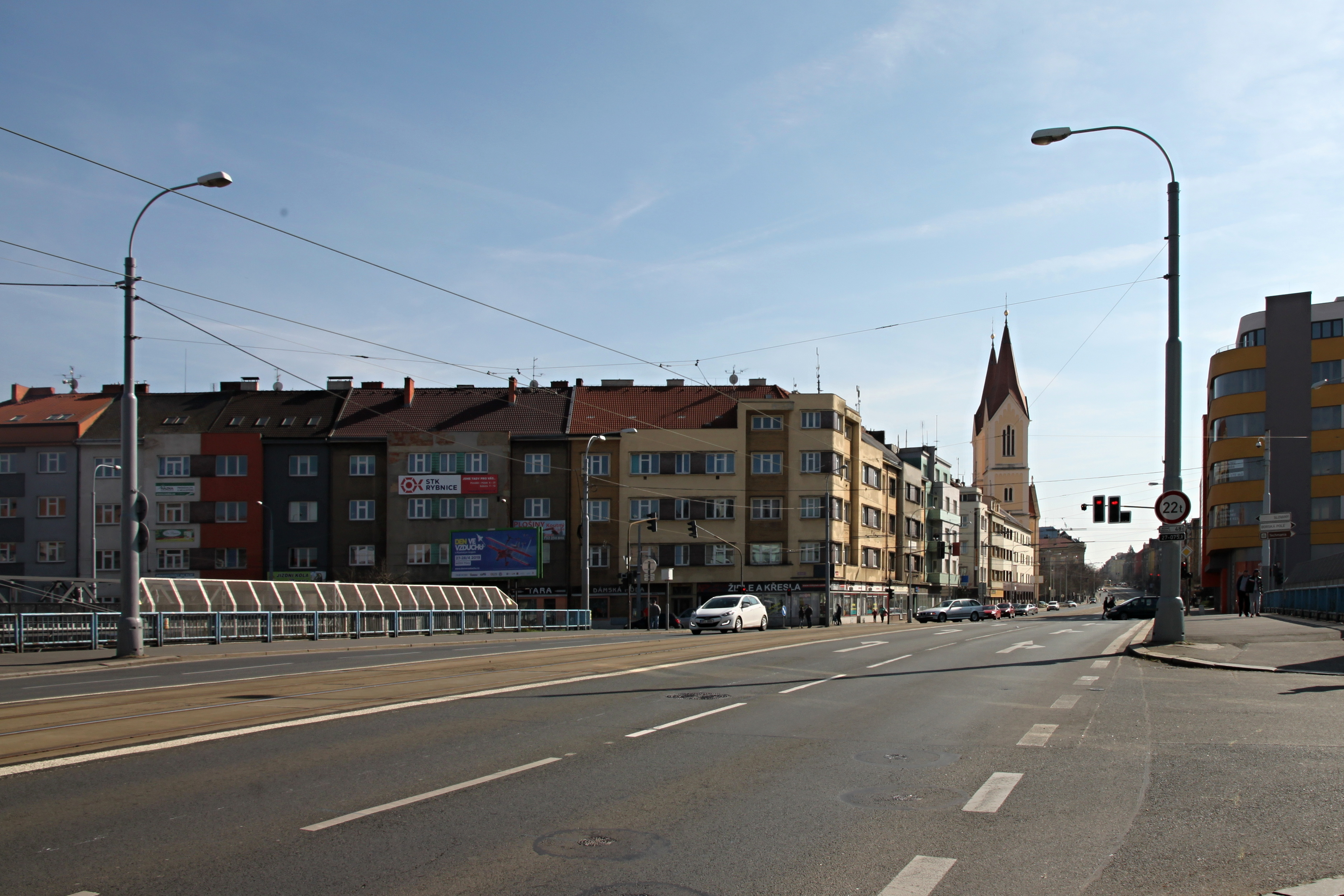
Blok obytných domů postavených po demolici strojírny Belani ve 30. letech 20. století, Plzeň

Neshody mezi novým vrchním inženýrem Valdštejnských strojíren Emilem Škodou a ředitelem Josefem Belanim vedly k rozhodnutí bratrů Belaniů z firmy odejít a založit vlastní strojírenský podnik. K jeho vzniku došlo již roku 1866. Na pozemku, nedaleko nového městského nádraží na Jižním předměstí při silnici na Klatovy, zbudoval v roce 1867 plzeňský stavitel Martin Stelzer novou továrnu. A to včetně moderní slévárny šedé litiny, kovárny, kotlárny, strojírny a železniční vlečky. Probíhala zde především výroba parních strojů, parních kotlů, turbín, benzinových, naftových a plynových motorů, železničních součástí. Vyráběly se tu i celé komplety zařízení pro pivovary, lihovary, mlýny, cukrovary, sladovny, sklárny, plynárny, kulové mlýny, drtičky kamení, uhelné a kaolinové doly.
Firma byla postižena finanční krizí v říši počátkem 70. let. Roku 1872 továrnu odkoupilo za 250 000 zlatých konsorcium plzeňských podnikatelů. Dne 11. ledna 1874 pak umírá v 52 letech Františkův bratr a celoživotní obchodní partner Josef. Majitelé továrny již v únoru téhož roku rozhodli o transformaci na akciovou společnost, což předznamenalo postupný úpadek společnosti (definitivně zanikla ve 30. letech 20. století). Továrna bratří Belaniů dala název křižovatce silnice na Klatovy a cesty podél bavorské dráhy, Belánka.

### Úmrtí
František Belani zemřel 22. listopadu 1882 v Plzni ve věku 67 let a byl pohřben na Mikulášském hřbitově v Plzni. Byl majitelem několika plzeňských domů.

### Rodinný život
František Belani se poprvé oženil v roce 1844. A to s Karolínou, rozenou Sekerovou. Po její smrti dne 5. září 1876 se 25. května 1877 v Mariánských Lázních znovu oženil. Manželkou se stala Karolína, rozená Rziebová. Byl otcem čtyř synů: Vojtěcha (*1845), Eduarda (*1847), Bedřicha (*1848), Emila (*1858) a tří dcer: Karolíny (*1850), Marie (*1853), Ernestiny (*1859). Ke konci života bydlel v Jagellonské ulici č. 10.
Jeho synové taktéž pracovali v hutním a důlním průmyslu, většinou v severozápadních Čechách.